# 2가 염색체
2가 염색체(bivalent chromosome)는 두 개의 상동염색체가 접합하여 이루어진, 4개의 염색분체를 가진 염색체를 의미한다. 2가 염색체는 생식세포 분열시 감수 1분열 전기에 생성된다. 